# Julie Kepp Jensen
Julie Kepp Jensen, född 3 januari 2000, är en dansk simmare. 

## Karriär
Vid EM 2024 i Belgrad tog Jensen brons på 50 meter frisim samt var en del av Danmarks lag som tog silver på 4×100 meter frisim och brons på 4×100 meter medley.